# Pseudotrimezia subtilis
Pseudotrimezia subtilis là một loài thực vật có hoa trong họ Diên vĩ. Loài này được Ravenna miêu tả khoa học đầu tiên năm 1988.